# Robert Boyle

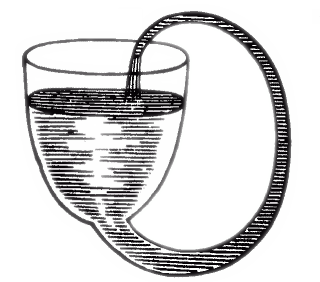
Boylova samoplnící se číše. Pokud by zařízení fungovalo, jednalo by se o perpetuum mobile. Ve skutečnosti voda takto protékat nemůže v důsledku tzv. hydrostatického paradoxu.

Robert Boyle (25. ledna 1627 Lismore – 31. prosince 1691 Londýn) byl irský přírodovědec, chemik, fyzik a vynálezce, autor Boyleova zákona.
Věnoval se také teologii. Ačkoliv jeho osobní filosofie a výzkumy mají zřejmé kořeny v tradiční alchymii, bývá označován za prvního moderního chemika, a tedy i jednoho ze zakladatelů moderní chemie. Jeho kniha The Sceptical Chymist (Skeptický chemik) bývá považována za přelomové dílo na poli chemie.

## Život
Robert Boyle se narodil v protestantské rodině, měl čtrnáct sourozenců. Byl velmi nadaný, v osmi letech uměl řecky a latinsky. V roce 1635 odešel studovat na Eton College v Anglii. Když mu bylo 12 let, poslal ho otec i s jeho bratrem do kontinentální Evropy. Boyle navštívil Paříž, Lyon a Ženevu, zde se učil náboženství, francouzštinu a rétoriku. V roce 1649 si ve Stalbridge udělal chemickou laboratoř, což předurčilo jeho kariéru. Už od 21 let se tedy mohl podílet na vědeckých pokusech. Vymezil chemické pojmy prvek, směs a sloučenina.

## Boyle a náboženství
Přestože byl Boyle zaměstnán přírodní filosofií, věnoval mnoho času taktéž teologii, kde vyjadřoval velký zájem o praktické otázky, zatímco mu byly lhostejné kontroverzní polemiky. Během restaurace Stuartovců byl Boyle příznivě přijat na dvoře a v roce 1665 mu bylo nabídnuto místo na Eton College pod podmínkou, že vstoupí do řádu. To Boyle odmítl s tím, že jeho spisy týkající se náboženských témat budou mít větší váhu, když budou pocházet od laika, než kdyby je psal člověk placený církví.
Jako ředitel Východoindické společnosti vynaložil obrovské prostředky na šíření křesťanství na Východ. Hojně přispíval na misionářské aktivity či na překládání Bible do mnoha jazyků. Založil taktéž tzv. Boyle Lectures (Boylovy přednášky) za účelem obrany křesťanství proti těm, které považoval za „notorické bezvěrce, jmenovitě ateisty, deisty, pohany, židy a muslimy“ s opatřením, že kontroverze mezi křesťany navzájem se v přednáškách zmiňovat nebudou. Roku 2004 byly tyto přednášky obnoveny v Londýně.